# Michael Hauben
Michael Hauben (ur. 1 maja 1973, zm. czerwiec 2001) – informatyk i teoretyk amerykański interesujący się problematyką zjawisk społecznych powodowanych istnieniem sieciowych wspólnot i polityczną siłą Internetu. W 1992 r. ukuł termin netizen, aby opisać użytkownika Internetu, który kieruje się poczuciem odpowiedzialności za swoją wspólnotę w taki sam sposób, jak w rzeczywistym świecie.
Hauben ukończył nauki komputerowe na Columbia University w Nowym Jorku, gdzie był też przez wiele lat rezydentem. Był jednym z pionierów studiów nad wpływem Internetu na społeczeństwo, Wspólnie ze swoją matką, Rondą, napisał książkę "On the History and Impact of Usenet and the Internet" (IEEE Computer Society Press, 1997), która opisywała rolę tego medium we współczesnym świecie. Wydawał biuletyn elektroniczny "The Amateur Computerist," prowadził też liczne wykłady i dyskusje w wielu miejscach na świecie.
Zmarł w czerwcu 2001 r. wskutek ran odniesionych w wypadku jeszcze w grudniu 1999 r., kiedy to został potrącony przez taksówkę.